# Biosimilar
Biosimilars (nebo také biosimilární léčiva či biosimilární léky) je termín pro léčiva podobná originálním biologickým lékům.
Jde o obdobu generik, avšak pro velké, biotechnologicky vyrobené biomolekuly. Hlavní rozdíl je ale v tom, že látka je originálnímu biologickému léčivu strukturně podobná, není však přesně stejná (proto je někdy používaný název „biogenerika“ nesprávný). Tato biosimilární léčiva, i originální bioléčivo, přesto mají stejný mezinárodní nechráněný název (INN).
První biosimilar, registrovaný na evropském trhu, je somatropin (2006). Na českém trhu byl první zástupce[který?] těchto léků registrován v roce 2010.